# Néstor Pitana
Artikeln följer den spanska namnseden; faderns efternamn är Pitana.
Néstor Fabián Pitana, född 17 juni 1975 i Corpus, Misiones är en argentinsk fotbollsdomare. Pitana dömde sin första match i Primera División de Argentina 2007, och blev internationell Fifa-domare 2010. Han blev tilldelad att döma VM-finalen 2018 mellan Frankrike och Kroatien.